# Proserpinus vega
Proserpinus vega là một loài bướm đêm thuộc họ Sphingidae. Loài này có ở phía nam Arizona, New Mexico và Texas phía nam into México.
Sải cánh khoảng 61–67 mm.
Mỗi năm loài này có một thế hệ Cá thể trưởng thành mọc cánh vào tháng 8.
Ấu trùng ăn các loài Onagraceae, bao gồm các loài Oenothera, Gaura và Epilobium.